# Акад, Омер Лютфи
Омер Лютфи Акад (2 сентября 1916 — 19 ноября 2011) — турецкий режиссёр.

## Биография
Окончил французскую школу имени Жанны д’Арк и галатасарайский лицей. Затем изучал экономику в стамбульском лицее экономики и торговли (позднее этой лицей вошёл в состав университета Мармара в качестве одного из факультетов). Затем работал в банковском секторе. После этого стал режиссёром. Кинофильмы снимал в период с 1948 по 1974 годы. После 1975 года снимал только для телевидения. Также писал статьи о театре и кинематографии. Преподавал в университете имени Мимара Синана.
Умер 19 ноября 2011 года в Стамбуле. Похоронен на кладбище Улус. Соболезнования в связи с кончиной режиссёра выразили президент Абдуллах Гюль и премьер-министр Реджеп Эрдоган.

### Режиссёрская карьера
Режиссёрская карьера Акада началась с того, что ему пришлось доснимать фильм, брошенный другим режиссёром. Полноценным дебютом Акада в качестве режиссёра стал фильм «Убить блудницу», снятый на основе одногоимённого произведения Халиде Адывар.
Лучшими фильмами Акада считается трилогия фильмов «Жена» (тур. Gelin, 1973), «Свадьба» (тур. Düğün, 1974), «Жертва» (тур. Diyet, 1975).

## Награды
- 1967 Анталийский кинофестиваль золотого апельсина, Лучший 2. Премия драматического кино, Закон границы

- 1968 Кинофестиваль «Золотой апельсин» в Анталии, 2-я премия за лучший фильм, документальная половина

- 1974 Фестиваль Золотого апельсина в Анталии, Лучший режиссер, Свадьба [9]